# Paços de Ferreira
Pour les articles homonymes, voir Paços de Ferreira (homonymie) et Ferreira.
Paços de Ferreira est une ville portugaise du district de Porto, dans la région Nord et la sous-région de la Tâmega ; elle comptait 55 595 habitants en 2021.
Elle est le siège d’une municipalité de 72,65 km2 et de 52 985 habitants (2001) subdivisée en 16 paroisses. La ville est limitée à l’est par la ville de Lousada, au sud par la ville de Paredes, au sud-ouest par la ville de Valongo et à l’ouest et au nord par Santo Tirso. Paços de Ferreira est devenue une commune du district de Porto en 1836.
La ville est très réputée notamment pour être la capitale du meuble, sa foire du meuble et toutes les grandes entreprises de meubles du Portugal y sont basées.

## Histoire
La ville a été créée le 6 novembre 1836, et le siège municipal a été élevé au grade de ville le 20 mai 1993.

### Lieux d'intérêt
- La Citânia de Sanfins, sita archéologique d'une colline fortifiée

## Démographie
| 1801 | 1849   | 1900   | 1930   | 1960   |
| ---- | ------ | ------ | ------ | ------ |
| 498  | 10 091 | 11 900 | 15 686 | 27 537 |

| 1981   | 1991   | 2001   | 2011   | 2021   |
| ------ | ------ | ------ | ------ | ------ |
| 40 687 | 44 190 | 52 985 | 56 340 | 55 595 |

## Subdivisions
Les 16 paroisses de Paços de Ferreira :
- Arreigada
- Carvalhosa
- Codessos
- Eiriz
- Ferreira
- Figueiró
- Frazão
- Freamunde
- Lamoso
- Meixomil
- Modelos
- Paços de Ferreira
- Penamaior
- Raimonda
- Sanfins de Ferreira
- Seroa

## Sports
- Football : Futebol Clube Paços de Ferreira
- Football : Sport Clube Freamunde

## Jumelage
Sartrouville depuis 1996

## Personnes célèbres
- Antoine Griezmann, le footballeur français, y a souvent passé ses vacances d'été lorsqu'il était enfant. Sa famille maternelle est originaire de la ville, son grand-père, Amaro Lopes da Cavada, ayant joué au Futebol Clube Paços de Ferreira[1].
- Sílvia Cardoso Ferreira da Silva (1882-1950), née et morte à Paços de Ferreira, laïque chrétienne portugaise, fondatrice d'œuvres sociales et caritatives, vénérable catholique.